# Save
A Save folyó Franciaország területén, a Garonne bal oldali mellékfolyója.

## Földrajzi adatok
Hautes-Pyrénées megyében ered a Lannemezan-fennsíkon, 630 méter magasan és Grenade-sur-Garonne-nál torkollik a Garonne-ba. Hossza 143,2 km, vízgyűjtő területe 1152 km². Az átlagos vízhozama 6,32 m³ másodpercenként.

## Megyék és városok a folyó mentén
- Hautes-Pyrénées
- Gers:  Lombez, Samatan, L’Isle-Jourdain
- Haute-Garonne: L’Isle-en-Dodon, Grenade.

Mellékfolyói a Gesse, Aussoue és  Bernesse.